# Johannes Büll

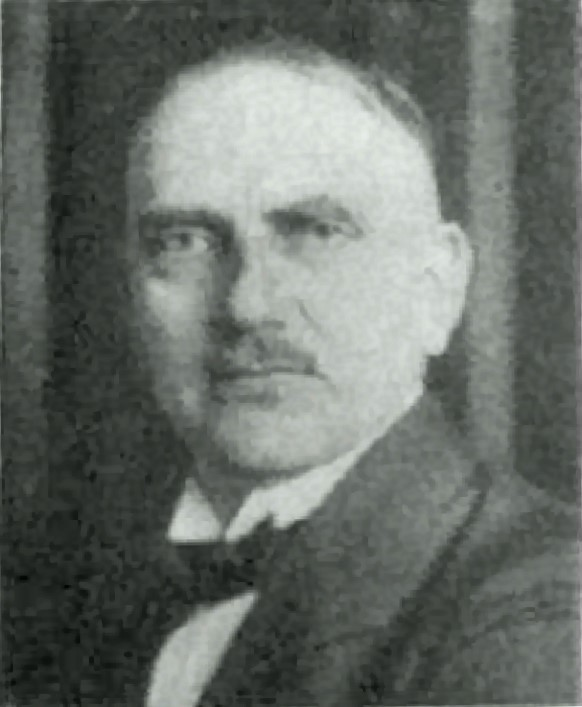
Johannes Büll

Johannes Büll (* 8. November 1878 in Hamburg; † 20. Februar 1970 ebenda) war ein Hamburger Politiker der Vereinigten Liberalen, der Deutschen Demokratischen Partei (DDP) und der FDP.

## Leben und Beruf
Büll war hauptberuflich Tabakwarenhändler. Nach ihm ist der Johannes-Büll-Weg in Hamburg-Hummelsbüttel benannt.

## Partei
Nachdem er im Kaiserreich der Fortschrittlichen Volkspartei angehört hatte, beteiligte Büll sich 1918 an der Gründung der DDP, in der er Vorsitzender des Ortsverbandes Eilbeck war.
Johannes Büll trat im Juli 1945 dem Bund Freies Hamburg bei, aus dessen Mitte sich am 20. September 1945 die Partei Freier Demokraten, der spätere Hamburger Landesverband der FDP, gründete. Bis Juli 1946 übernahm er den Posten des stellvertretenden Vorsitzenden und von da an war er Mitglied des Landesvorstandes. Beim Landesparteitag am 21. Januar 1950 trat er gegen Willy Max Rademacher um das Amt des Landesvorsitzenden an, verlor aber gegen den Amtsinhaber mit 116 zu 154 Stimmen. Er kandidierte daraufhin auch für das Amt des stellvertretenden Landesvorsitzenden und konnte sich bei dieser Wahl mit 156 zu 113 Stimmen gegen Edgar Engelhard durchsetzen.

## Abgeordneter
Büll wurde erstmals 1910 in die Hamburgische Bürgerschaft gewählt, wo er sich den Vereinigten Liberalen von Carl Wilhelm Petersen anschloss. Nachdem er bis dahin ununterbrochen dem Landesparlament angehört hatte, wurde er 1919 auch in die erste Bürgerschaft nach dem Ersten Weltkrieg gewählt.
Am 6. Februar 1924 rückte er für Petersen, der am 30. Januar 1924 aus dem Reichstag ausgeschieden war, in den Reichstag. 1924 verzichtete er auf sein Bürgerschaftsmandat. Bei der Reichstagswahl vom 4. Mai 1924 wurde er in den Reichstag gewählt, ebenso bei der Reichstagswahl vom 7. Dezember 1924 und der 4. Wahlperiode vom 20. Mai 1928.
Vor der Reichstagswahl 1930 gab es zunehmend Kritik an seiner Parlamentsarbeit, da er im Reichstag über ein Hinterbänklerdasein nicht hinausgekommen war. Der Vizepräsident der Hamburgischen Bürgerschaft Heinrich Landahl kündigte daraufhin an, sich um die Spitzenkandidatur zu bewerben. Letztendlich wurde mit Gustav Stolper der Wirtschaftsexperte der Deutschen Staatspartei aufgestellt, den der Reichsvorstand unbedingt auf einem sicheren Listenplatz unterbringen wollte.
Anfang 1946 schlug die FDP Büll für die von der britischen Besatzungsmacht zu ernennende Bürgerschaft vor; diese berief jedoch stattdessen neben Christian Koch, Willy Max Rademacher und Adolf Rieckhoff den Wirtschaftsfachmann Eduard Wilkening als FDP-Vertreter; weitere liberale Politiker wurden über die Vorschläge der Freiberufler und der Frauenverbände benannt. Bei der Bürgerschaftswahl am 13. Oktober 1946 kandidierte Büll dann erfolglos im Wahlkreis Walddörfer.
Bei der Bürgerschaftswahl am 16. Oktober 1949 wurde er in die Hamburgische Bürgerschaft gewählt.
Am 7. September 1949 eröffnete er als Alterspräsident die erste Sitzung des Bundesrates.
Zum 31. Dezember 1957 legte er sein Mandat aus Altersgründen nieder.

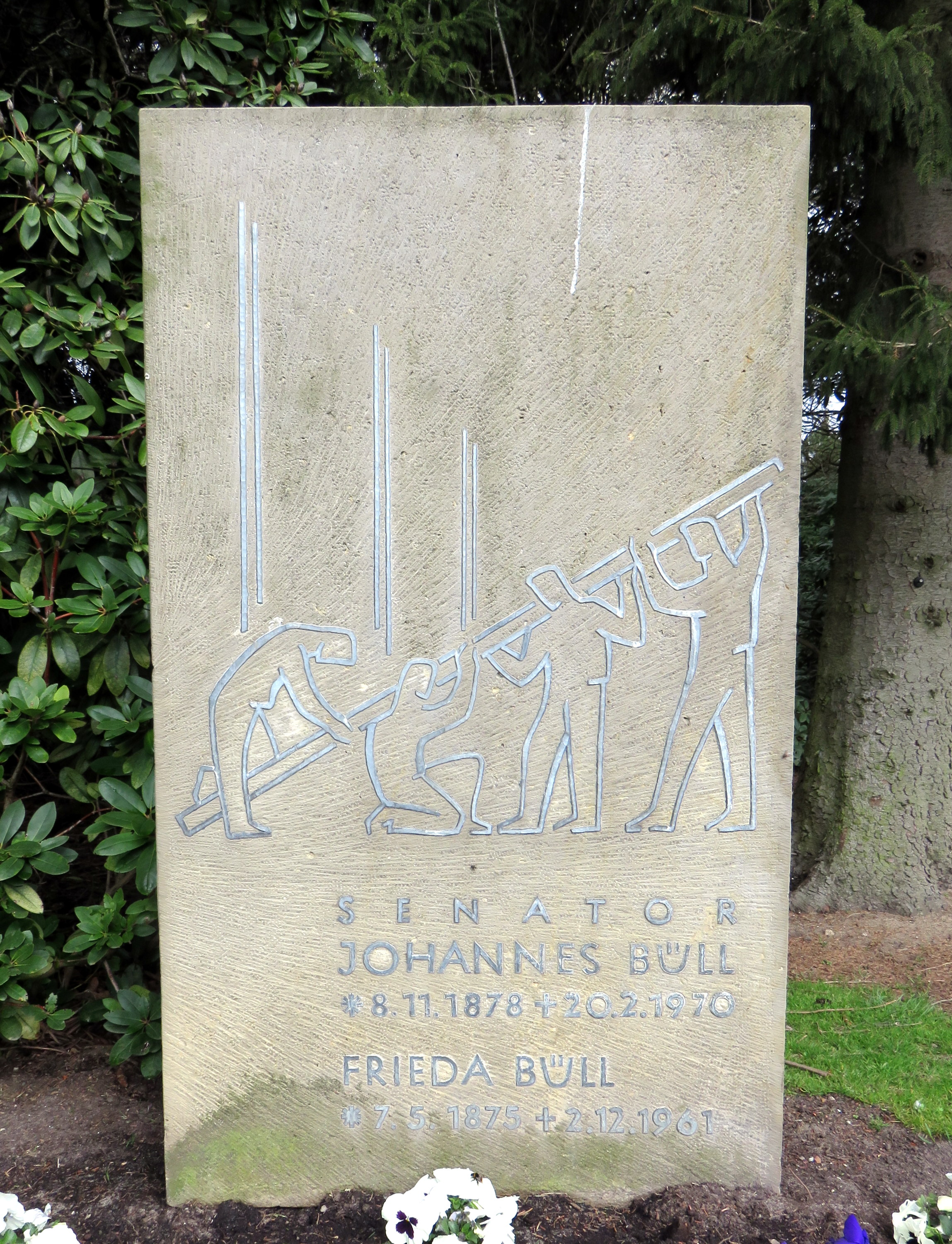
Grabstein auf dem Friedhof Ohlsdorf

## Öffentliche Ämter
Büll war in der Nachkriegszeit zweimal Senator der Stadt Hamburg. Vom 15. November 1946 bis zu seinem Rücktritt am 1. November 1949 war er im Senat Max Brauers zunächst Senator des Wohnungsamtes und ab 3. Juli 1947 gemeinsam mit Paul Nevermann Senator der Baubehörde.
Am 1. November 1949 trat Büll von seinem Amt zurück.
Vom 1. November 1953 an gehörte er dem Hamburg-Block-Senat unter Kurt Sieveking erneut als Bausenator an. In dieser Amtszeit hatte er wesentlichen Anteil an der Ausgestaltung des neuen Hafengesetzes von 1955. Das Gesetz, das erstmals wirksame Bestimmungen gegen die Verschmutzung von Hafenbecken und Kais enthielt, gilt als wichtiger Meilenstein auf dem Weg zum modernen Umweltschutz. Als nach der Bürgerschaftswahl am 10. November 1957 eine SPD/FDP-Koalition unter Max Brauer (Senat Brauer III) gebildet wurde, schied er aus Altersgründen aus der Landesregierung aus.
Die Zuständigkeit für die Abfallbeseitigung fiel in sein Ressort. Jungdemokraten lancierten den Spitznamen Müll-Büll; Büll übernahm diesen später.

## Ehrungen und Auszeichnungen
Büll erhielt am 8. November 1953 die Bürgermeister-Stolten-Medaille insbesondere für seine Verdienste um den Wiederaufbau der Stadt Hamburg. Gleichzeitig wurde er mit dem Großen Verdienstkreuz zum Bundesverdienstorden ausgezeichnet.